# Pomiany (powiat ełcki)
Pomiany – nieistniejąca dziś wieś powstała w XV wieku ramach kolonizacji Wielkiej Puszczy na mitycznym obszarze Galindii. Teren ten obecnie leży w powiecie ełckim, w gminie Prostki.
Była to wieś ziemiańska to jest dobra służebne w posiadaniu drobnego rycerstwa (w języku staropolskim tak zwani wolni ziemianie), z obowiązkiem służby rycerskiej (zbrojnej).
Wieś lokowana w 1480 roku (lecz założona wcześniej) na 40 łanach na prawie magdeburskim, przez komtura Zygfryda Flacha von Schwartzburga, nadana następnie Pawłowi Pomianowi z obowiązkiem trzech służb zbrojnych.
Dobra położone były między Zalesiem, Myszkami, Skrodzkimi, Różyńskiem i Kosinowem.
W XV w. wieś zapisywana była w dokumentach jako Pomian, Pomyan, Pomaner, Troyan, Troian – później Czyprki, Jebramki. Pomiany obejmowały dwa majątki: Czyprki i Jebramki (te ostatnie długi czas zwane były Pomianami). Czyprki posiadały 11 łanów z obowiązkiem jednej służby zbrojnej, natomiast Jebramki obejmowały 29 łanów z obowiązkiem dwóch służb zbrojnych.
Ostatecznie wsie Jebramki i Czyprki wyodrębniły się z dóbr Pomiany jako odrębne byty osadnicze, z których do czasów współczesnych przetrwały tylko Jebramki będące w części kontynuacją bytu Pomian.